# Miss Slovenije 1968
Miss Slovenije 1968 je bilo lepotno tekmovanje, ki je potekalo 22. junija 1968 v Luciji (oz. Portorožu).
Organizirali so ga beograjska Politika Bazar, ljubljanska Antena, TD Portorož, portoroške igralnice Casino in lucijski hotel Metropol. Tekmovalo je 18 deklet.

### Uvrstitve
- zmagovalka Breda Keber, 17 let, dijakinja 1. letnika gimnazije, Ravne na Koroškem
- 1. spremljevalka Zorana Pesek, 19 let, Ljubljana
- 2. spremljevalka Mirijana Peternel, 19 let, manekenka, Celje

### Žirija
V njej so sedeli František Čap, Apolonio Zvest, Wolfgang Glaubricht (predstavnik tujih turistov), Tone Fornezzi, novinar David Husič in Joža Senica (direktor hotela Riviera).

### Glasbeni gostje
Nastopili so Orkester Saše Subote, Minja Subota, Lado Leskovar, Nada Kneževič, Lola Novakovič in Jimmy Stanič.

### Kritike
Visoke cene vstopnic so mlade odvrnile od obiska prireditve. Eno od tekmovalk je zmotilo, da so si morale same popravljati obleke, da niso dobile obljubljenih dnevnic in da je ena od deklet ostala brez obleke, čevljev in povabila na banket.

## Miss Jugoslavije 1968
Organizator je bil beograjska revija Politika Bazar.

### Uvrstitve
- zmagovalka Ivona Puhiera, 17 let, Dubrovnik
- 1. spremljevalka Ankica Kekić, Kruševac
- 2. spremljevalka Dušanka Markotić, Zagreb